# Boban Bajković
Boban Bajković (Cetiña, Montenegro, 15 de marzo de 1985), futbolista montenegrino. Juega de portero y su actual equipo es el Estrella Roja de Belgrado de la Superliga de Serbia.

## Clubes
| Club                      | País       | Año       |
| ------------------------- | ---------- | --------- |
| Lovćen Cetinje            | Montenegro | 2001-2003 |
| Estrella Roja de Belgrado | Serbia     | 2003-2004 |
| FK Jedinstvo Ub           | Serbia     | 2004-2005 |
| Radnički Niš              | Serbia     | 2005-2006 |
| FK Rad                    | Serbia     | 2006      |
| FK Smederevo              | Serbia     | 2007      |
| FK Srem                   | Serbia     | 2007-2008 |
| Estrella Roja de Belgrado | Serbia     | 2008-     |
| Lierse SK                 | Serbia     | 2014-     |